# Manon Garcia
Manon Garcia, född 1985, är en fransk filosof specialiserad i feministisk filosofi. 2018 publicerades hennes första essäsamling, On ne naît pas soumise, on le devient (översatt till engelska som We Are Not Born Submissive), och 2021 kom La Conversation des sexes (på engelska som The Joy of Consent).
Garcia har hämtat mycket inspiration från den franska feministiska filosofen Simone de Beauvoir. Hon vill i sitt skrivande utforska en "tredje väg", mellan samhällsdiskurser där kvinnors roller är som antingen offer eller entreprenörer.

## Biografi

### Utbildning och karriär
Garcia studerade vid École normale supérieure i Paris, där hon 2014 avlade akademisk examen i filosofi. Tre år senare försvarade hon sin doktorsavhandling i ämnet "frivillig underkastelse", vid Université Panthéon-Sorbonne.
Två år senare erhöll hon en lektorstjänst vid Harvard University, varefter hon 2018 övergick till arbete som forskare vid University of Chicago. 2022 antog hon en tjänst som lektor vid Freie Universität Berlin.

### Forskning
Garcias studiefält rör i första hand orsakerna till kvinnors underkastelse i samhället, och hon intresserar sig för de olika paradoxerna i denna frivilliga underkastelse. Garcia utgår i stor utsträckning från Simone de Beauvoir, en feministisk tänkare som i Frankrike tidigare sällan betraktats som filosof och först 2018 blev del av den franska högre utbildningen i filosofi. Det ökande intresset för Beauvoir hos ett antal feministiska forskare har bland annat setts som ett sätt att försöka utforska en "tredje väg", vid sidan av patriarkatets tänkta manipulerande av kvinnor och kvinnors hävdade stärkande av sin egenmakt genom att anta dessa könsroller. Beauvoir har själv setts som ett exempel på ett paradoxalt livsöde, där hon underkastade sig i sitt privatliv samtidigt som hon verkade för att revolutionera de samhälleliga normerna.
Garcia upptäckte Beauvoir via Nancy Bauer, som 2001 publicerade Simone de Beauvoir, Philosophy & Feminism. Garcia hävdar att för att förstå den kvinnliga underkastelsen, måste vi betrakta makten på ett nytt sätt – från kvinnans perspektiv. Detta innebär att separera kvinnlighet från underkastelse, en associering som filosofer, psykoanalytiker och vissa radikalfeminister genom historien sett som naturlig. Garcia menar också att kvinnors underkastelse inte är aktivt vald, även om de accepterar den underkastelse som erbjuds dem genom patriarkatet och ibland njuter av den.

### Författarskap
Garcia skriver bland annat essäer och andra texter runt samtycke som fenomen. Enligt henne existerar det två sorters underkastelse:
- en som påtvingas någon och endast möjliggör ett accepterande av underkastelsen
- en mer komplex och frivilig och som kvinnor drar nytta av, genom manlig uppmärksamhet, social status och värdering av plus/minus.[17][18] Däremot är, enligt Garcia, inte heller den senare underkastelsen kopplad till någon "kvinnlig natur", utan resultatet av sociala villkor.[19]

Garcia intresserar sig även för en könsmässig bias inom vetenskapen.
Manon Garcia har fram till 2021 kommit med två facklitterära essäsamlingar runt sitt intresse för underkastelse och samtycke. I båda fallen är de ursprungligen författade och publicerade på franska, och hon har själv deltagit i översättningen av verken till engelska. Debutboken On ne naît pas soumise : on le devient (2018, Flammarion) har en titel där Simone de Beauvoirs uttalande "Man föds inte till kvinna, man blir det" parafraseras ("Man föds inte undergiven, man blir det"). Översättningen till engelska – We Are Not Born Submissive (2021, Princeton University Press) – är inte lika tydligt kopplad till citatet av Beauvoir, en tänkare som är mindre känd i USA.
2021 kom La Conversation des sexes på franska, med undertiteln "Philosophie du consentement" ('Könens samtal – samtyckets filosofi'), två år senare i engelsk översättning som The Joy of Consent – A Philosophy of Good Sex. Här var diskussionen tydligare kring samtycket som princip, liksom kring diskussionen mellan individerna för att nå fram till samtycket. Garcia kritiserar den traditionella synen på våldtäkt och sexuella övergrepp som en våldsam handling utan samtycke, och hon ser övergreppen istället som en brist på förståelse över det som pågår – en brist som baserar sig på bristande kommunikation. Garcia kritiserar den allmänna liberala definitionen, vilken bygger på en utgångspunkt där alla har samma makt över sitt samtycke. Samtidigt jämför hon sex som aktivitet med en gemensam måltid, det vill säga en tillställning där man inte från början vet vad man tycker och där syftet med samvaron är att upptäcka sig själv och uppleva något nytt tillsammans.